# Toon Geurts
Antonius Johannes (Toon) Geurts (Veldhoven, 29 februari 1932 – aldaar, 5 oktober 2017) was een Nederlands kanovaarder. Hij nam driemaal deel aan de Olympische Spelen en won hierbij in 1964 een zilveren medaille.

## Biografie

### Jeugd
Geurts komt uit een gezin van acht kinderen. Tijdens de oorlog kon hij vaak niet naar school, omdat deze door de Duitsers was gevorderd. Op 13-jarige leeftijd ging hij werken in een machinefabriek in Eindhoven en volgde in de avonduren de ambachtsschool. Hierna ging hij aan de slag bij een blikfabriek maar wegens te weinig werk stapte hij over naar Philips in Eindhoven. Hier was hij 42 jaar in dienst en werkte zich op tot meester-bankwerker.

### Kanovaren
In 1948 begon hij met een tweepersoons toerboot waarmee hij met een vriend vaak naar Volmolen voer. Daar kwam hij in contact met wedstrijdvaarders. Zijn eerste wedstrijd deed hij in 1952. Deze was geen succes want zijn boot sloeg om. In 1960 maakte hij zijn olympisch debuut. Hij nam deel aan de K2 1000 meter (samen met Ruud Knuppe) en de 4 x 500 meter estafette. Op het eerste onderdeel werd hij in de finale zevende en op het laatste onderdeel sneuvelde hij in de voorrondes. Op de Europese kampioenschappen in 1961 (Polen) en 1962 (Duitsland) behaalde hij verschillende podiumplaatsen. In 1963 stond het kanovaren op een laag pitje wegens de bouw van zijn huis, examens en zijn trouwerij. 

### Grootste succes
Zijn grootste succes behaalde hij op de Olympische Zomerspelen van 1964 in Tokio. Op de K1 1000 meter werd hij zesde overall en op de K2 1000 meter won hij samen met Paul Hoekstra een zilveren medaille. Hij nam ook deel aan de Olympische Zomerspelen in 1968. Hierbij moest hij op de K2 1000 meter genoegen nemen met een vierde plaats en bij de K4 1000 meter sneuvelde hij voor de finale.

### Na sportcarrière
Hij stopte op 36-jarige leeftijd met kanovaren en werd ploegleider bij de Nederlandse ploeg. Door hartproblemen was hij in 1984 genoodzaakt hiermee te stoppen. Toon Geurts overleed in 2017 op 85-jarige leeftijd in een verpleeghuis in Veldhoven.